# Echinocardium mortenseni
Echinocardium mortenseni is een zee-egel uit de familie Loveniidae.
De wetenschappelijke naam van de soort werd in 1907 gepubliceerd door Thiéry.